# Xã Herkimer, Quận Marshall, Kansas
Xã Herkimer (tiếng Anh: Herkimer Township) là một xã thuộc quận Marshall, tiểu bang Kansas, Hoa Kỳ. Năm 2010, dân số của xã này là 223 người.